# Grande Prêmio da Austrália de 2002
Resultados do Grande Prêmio da Austrália de Fórmula 1 (formalmente LXVII Foster's Australian Grand Prix) realizado em Melbourne em 3 de março de 2002. Primeira etapa da temporada, foi vencido pelo alemão Michael Schumacher, da Ferrari.

## Resumo
- Primeiro pódio de Kimi Räikkönen.
- Estreias de Felipe Massa, Allan McNish, Takuma Sato e Mark Webber.
- Com o quinto lugar de Mark Webber, a Minardi encerrou um jejum de mais de 2 anos sem pontuar. A última vez foi no Grande Prêmio da Europa de 1999, quando Marc Gené terminou a prova em sexto lugar. Foi também a primeira vez que um piloto australiano marcou pontos na categoria desde que Alan Jones, campeão mundial de 1980, cruzou a linha de chegada em sexto lugar no Grande Prêmio da Itália de 1986.
- A equipe Toyota marcou seu primeiro ponto com o finlandês Mika Salo, que cruzou a linha de chegada na sexta posição.
- Na largada, antes da curva um, Ralf Schumacher acerta a Ferrari de Rubens Barrichello. O acidente envolveu também os estreantes Sato, McNish e Massa, além de Panis, Fisichella, Button e Heidfeld.

## Corrida
| Pos.   | Nº | Piloto                | Construtor       | Voltas | Tempo/Diferença | Grid | Pontos     |
| ------ | -- | --------------------- | ---------------- | ------ | --------------- | ---- | ---------- |
| 1      | 1  | Michael Schumacher    | Ferrari          | 58     | 1:35:36.792     | 2    | 10         |
| 2      | 6  | Juan Pablo Montoya    | Williams-BMW     | 58     | + 18.628        | 6    | 6          |
| 3      | 4  | Kimi Räikkönen        | McLaren-Mercedes | 58     | + 25.067        | 5    | 4          |
| 4      | 16 | Eddie Irvine          | Jaguar-Cosworth  | 57     | + 1 volta       | 19   | 3          |
| 5      | 23 | Mark Webber           | Minardi-Asiatech | 56     | + 2 voltas      | 18   | 2          |
| 6      | 24 | Mika Salo             | Toyota           | 56     | + 2 voltas      | 14   | 1          |
| 7      | 22 | Alex Yoong            | Minardi-Asiatech | 55     | + 3 voltas      | 21   |            |
| 8      | 17 | Pedro de La Rosa      | Jaguar-Cosworth  | 53     | + 5 voltas      | 20   |            |
| Ret    | 3  | David Coulthard       | McLaren-Mercedes | 33     | Câmbio          | 4    |            |
| Ret    | 11 | Jacques Villeneuve    | BAR-Honda        | 27     | Asa partida     | 13   |            |
| DSQ    | 20 | Heinz-Harald Frentzen | Arrows-Cosworth  | 16     | Desclassificado | 15   | [ nota 2 ] |
| DSQ    | 21 | Enrique Bernoldi      | Arrows-Cosworth  | 15     | Desclassificado | 17   | [ nota 2 ] |
| Ret    | 10 | Takuma Sato           | Jordan-Honda     | 12     | Pane elétrica   | 22   |            |
| Ret    | 14 | Jarno Trulli          | Renault          | 8      | Spun off        | 7    |            |
| Ret    | 2  | Rubens Barrichello    | Ferrari          | 0      | Acidente        | 1    |            |
| Ret    | 5  | Ralf Schumacher       | Williams-BMW     | 0      | Acidente        | 3    |            |
| Ret    | 9  | Giancarlo Fisichella  | Jordan-Honda     | 0      | Acidente        | 8    |            |
| Ret    | 8  | Felipe Massa          | Sauber-Petronas  | 0      | Acidente        | 9    |            |
| Ret    | 7  | Nick Heidfeld         | Sauber-Petronas  | 0      | Acidente        | 10   |            |
| Ret    | 15 | Jenson Button         | Renault          | 0      | Acidente        | 11   |            |
| Ret    | 12 | Olivier Panis         | BAR-Honda        | 0      | Acidente        | 12   |            |
| Ret    | 25 | Allan McNish          | Toyota           | 0      | Acidente        | 16   |            |
| Fonte: |    |                       |                  |        |                 |      |            |

## Tabela do campeonato após a corrida
| Pos.   | Piloto             | Pontos |
| ------ | ------------------ | ------ |
| 1      | Michael Schumacher | 10     |
| 2      | Juan Pablo Montoya | 6      |
| 3      | Kimi Räikkönen     | 4      |
| 4      | Eddie Irvine       | 3      |
| 5      | Mark Webber        | 2      |
| Fonte: |                    |        |

| Pos.   | Construtor       | Pontos |
| ------ | ---------------- | ------ |
| 1      | Ferrari          | 10     |
| 2      | Williams-BMW     | 6      |
| 3      | McLaren-Mercedes | 4      |
| 4      | Jaguar-Cosworth  | 3      |
| 5      | Minardi-Asiatech | 2      |
| Fonte: |                  |        |

- Nota: Somente as primeiras cinco posições estão listadas.